# خفاش بال‌خمیده کوچک
خفاش بال‌خمیده کوچک (نام علمی: Miniopterus pusillus) نام یک گونه از سرده خفاش‌های بال‌خمیده است.